# Al Fateh
Al Fateh (arabă الفتح) este un club sportiv din Al-Hasa, Arabia Saudită.
Porecla, "Al-Namothaji", care înseamnă "modelul", vine de la faptul că toate echipele sportive ale clubului joacă în primele ligi ale Arabiei Sauditeame.